# Cárdenas (San Luis Potosí)
Cárdenas es una localidad del estado de San Luis Potosí, México. Es cabecera del municipio de Cárdenas.

## Demografía
| Censo | Población |
| ----- | --------- |
| 2020  | 15 341    |
| 2010  | 15 469    |
| 2005  | 14 458    |
| 2000  | 14 738    |
| 1995  | 14 117    |
| 1990  | 14 582    |
| 1980  | 15 241    |
| 1970  | 12 020    |
| 1960  | 12 461    |
| 1950  | 11 160    |
| 1940  | 8 478     |
| 1930  | 11 139    |
| 1921  | 6 492     |
| 1910  | 3 371     |
| 1900  | 1 740     |